# Cepeda (Salamanca)
Cepeda ist ein westspanischer Ort und eine Gemeinde (municipio) mit 303 Einwohnern (Stand: 2024) in der Provinz Salamanca in der Autonomen Gemeinschaft Kastilien-León.

## Lage und Klima
Cepeda liegt etwa 75 Kilometer südsüdwestlich von Salamanca in einer Höhe von gut 635 m im Parque Natural de las Batuecas y Sierra de Francia. Das Klima ist gemäßigt bis warm; Regen (ca. 696 mm/Jahr) fällt hauptsächlich im Winterhalbjahr.

## Bevölkerungsentwicklung
| Jahr      | 1970 | 1981 | 1991 | 2001 | 2011 | 2021 |
| Einwohner | 807  | 644  | 598  | 522  | 400  | 293  |

Der Bevölkerungsrückgang seit den 1950er Jahren ist im Wesentlichen auf die Mechanisierung der Landwirtschaft, die Aufgabe von bäuerlichen Kleinbetrieben und den damit einhergehenden Verlust an Arbeitsplätzen zurückzuführen.

## Sehenswürdigkeiten

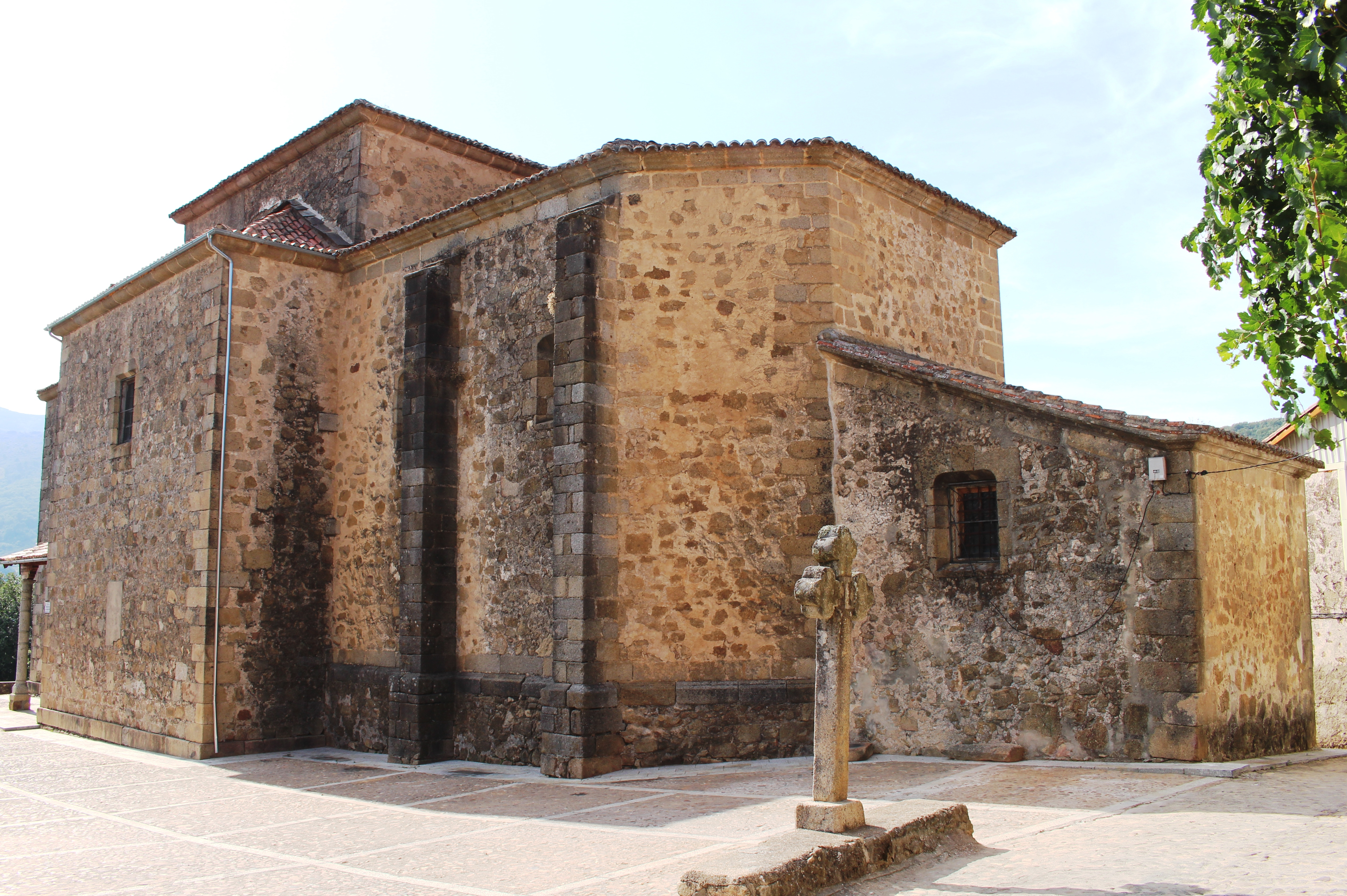
Bartholomäuskirche
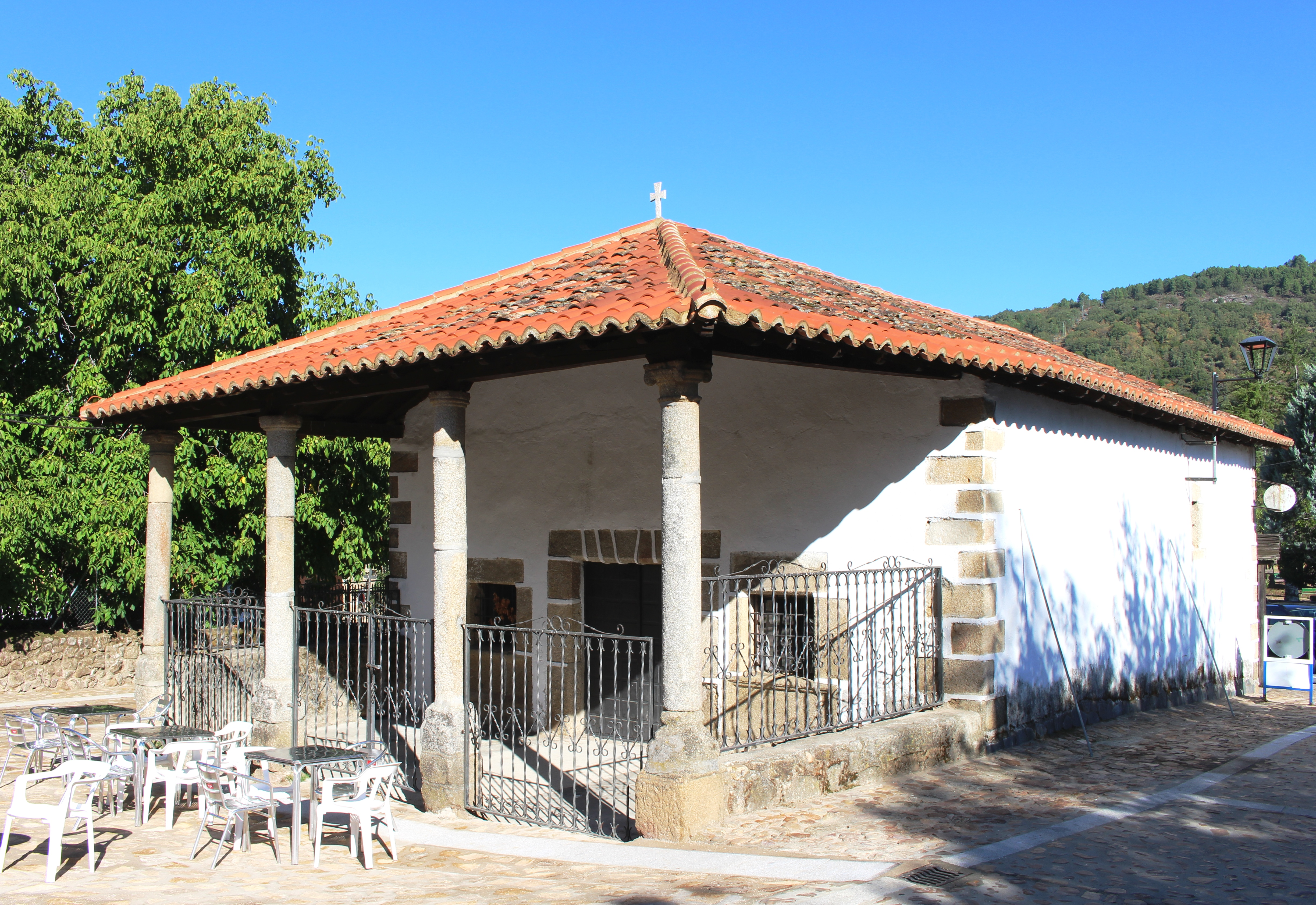
Kapelle von Humilladero
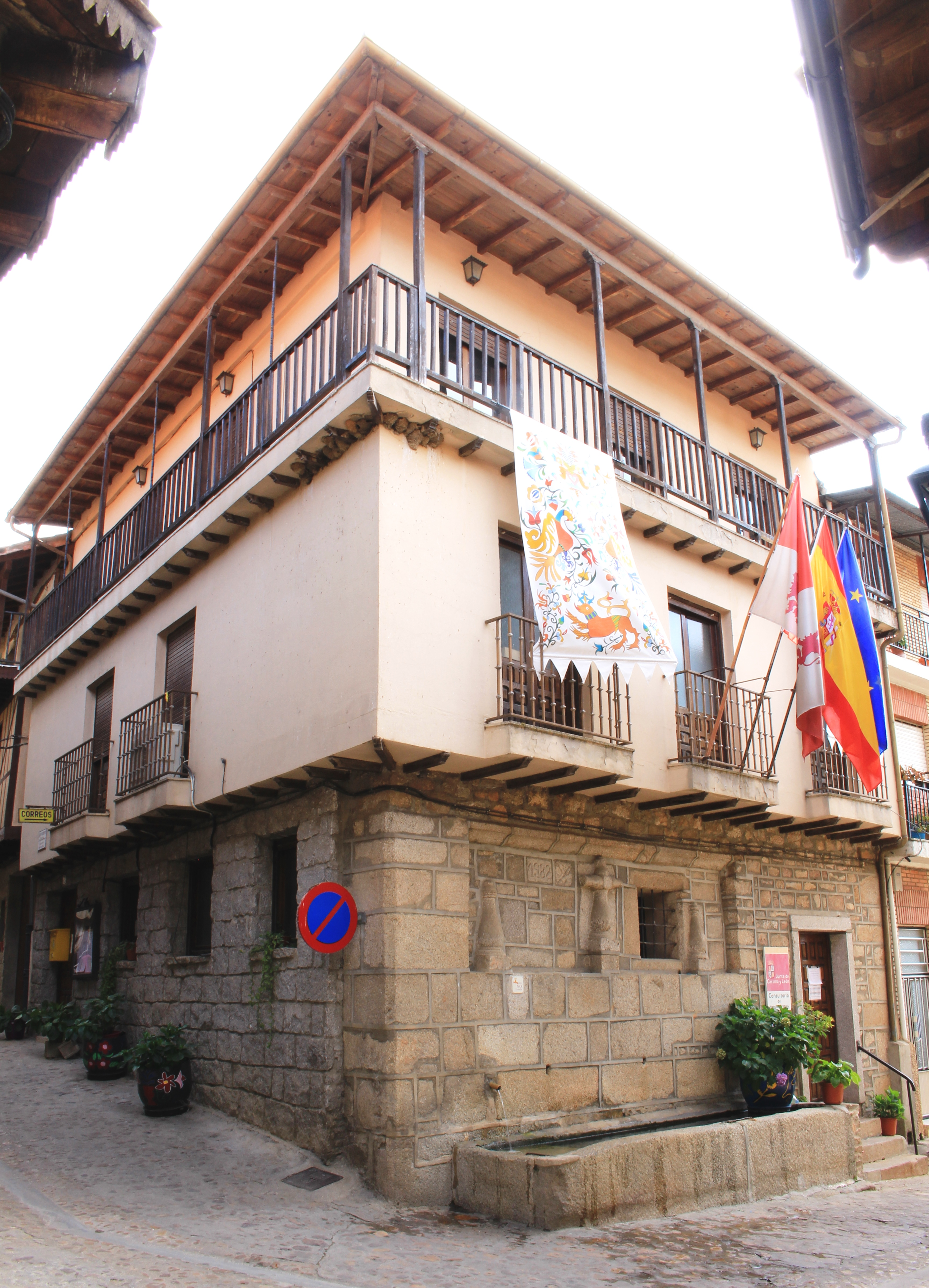
Rathaus

- Markuskapelle
- Turm
- Mühle

- Bartholomäuskirche
- Kapelle von Humilladero
- Rathaus